# Kirk W. Junker
Kirk W. Junker (* 2. Mai 1959 in Pittsburgh) ist ein US-amerikanischer Rechtswissenschaftler, welcher überwiegend auf den Gebieten des amerikanischen Rechts, Völkerrechts, Internationalen Umweltrechts sowie des Europarechts und auf den interdisziplinären Feldern des Rechts und der Rhetorik sowie des Rechts und der Naturwissenschaft forscht.

## Akademischer Werdegang
Er erhielt seinen B.A. von der Penn State University, absolvierte seinen J.D. 1984 an der Duquesne University und promovierte 1996 an der University of Pittsburgh (Ph.D. in Rhetoric and Communication).
Bereits zu dieser Zeit war er außerdem parallel an den Universitäten Tübingen und Bonn sowie am Justizministerium Nordrhein-Westfalen tätig.
Anschließend hieran lehrte Junker an der Duquesne University in Pittsburgh, USA und übernahm zusätzlich den Posten als Direktor der internationalen Studienprogramme der rechtswissenschaftlichen Fakultät. Zudem dozierte er an dem Geneva College in Beaver Falls, dem Duff's Business Institute (nun Everest Institute) und am Community College of Allegheny County.
Zeitgleich lehrte Junker dann an der Queen’s University in Nordirland und an der Dublin City University in Irland.
Seit ihn der Ruf der rechtswissenschaftlichen Fakultät der Universität zu Köln ereilte, leitet er dort den Lehrstuhl für US-amerikanisches Recht.

## Sonstige Tätigkeiten
Junker diente als Lektor für das „Institute of Physics“ in London, als Projektberater der Europäischen Kommission für das Projekt Kindesmissbrauch im Internet und als Mitglied der Auswahlkommission des „Arts and Humanities Research Boards“ in Bristol.
Förderungsgelder beinhalteten u. a. solche der Europäischen Kommission, der Royal Irish Academy und dem British Council sowie Stipendien des DAAD und der University of Pittsburgh.

## Schriften (Auswahl)

### Monografien
- (Hrsg.): US-Rechtspraxis. Praxishandbuch Zivilrecht und Öffentliches Recht. Berlin 2018, ISBN 3-89949-809-7.
- (Hrsg.): Environmental Law Across Cultures. Comparisons for Legal Practice. London 2020, ISBN 978-0-367-02826-8.
- Legal Culture in the United States: An Introduction. London 2016, ISBN 978-1-138-64245-4.
- (Mithg.): Communicating Science: Professional Contexts. London 1999, ISBN 978-0-415-19750-2.

### Einzelkapitel
- U.S. Law as Foreign Law, in: U.S. Law for Civil Lawyers. Baden-Baden 2020, ISBN 978-1-5099-3661-8.
- U.S. Environmental Law Issues for Foreign Practitioners, in: U.S. Law for Civil Lawyers. Baden-Baden 2020, ISBN 978-1-5099-3661-8.
- Why Compare? The Biological, Cognitive, and Social Functions of Comparison for the Human, in: Environmental Law Across Cultures: Comparisons for legal Practice. London 2020, ISBN 978-0-367-02826-8.
- Taxonomy of Comparison: The Accesus ad auctores, in: Environmental Law Across Cultures: Comparisons for legal Practice. London 2020, ISBN 978-0-367-02826-8.
- Mrinalini Shinde, Tsegai Berhane Ghebretekle, Kirk W. Junker, Public Participation, in: Environmental Law Across Cultures: Comparisons for legal Practice. London 2020, ISBN 978-0-367-02826-8.
- Saskia Münster, Kirk W. Junker, Environmental Law in the Federal Republic of Germany, in: Comparative Environmental Law and Regulation, Nicholas A. Robinson, Lin-Heng Lye and Elizabeth Burleson, eds. (Thomson Reuters: forthcoming 2020)
- US-Umweltrecht aus dem Ausland betrachtet, in: US-Rechtspraxis: Praxis Handbuch Zivil- und Öffentliches Recht, Berlin 2017, ISBN 978-3-89949-809-7.
- US-Recht als ausländisches Recht, in: US-Rechtspraxis: Praxis Handbuch Zivil- und Öffentliches Recht, Berlin 2017, ISBN 978-3-89949-809-7.
- US Environmental Law Issues for Foreign Practitioners, in:  US-Rechtspraxis: Praxis Handbuch Zivil- und Öffentliches Recht, Berlin 2017, ISBN 978-3-89949-809-7.
- Ist „trans“ die nächste Phase des Völkerrechts?, in: Lehre des internationalen Rechts – zeitgemäß?, Heidelberg 2017, ISBN 978-3-8114-4259-7.
- Communicating Science Across Borders, in: Small Country, Big Talk: Science Communication in Ireland, Brian Trench, Padraig Murphy and Declan Fahy, eds., London, 2017, ISBN 978-0-9929411-4-7.
- Marek Prityi, Kirk W. Junker, Environmental Law in the Slovak Republic, in: Comparative Environmental Law and Regulation, Nicholas A. Robinson, Lin-Heng Lye and Elizabeth Burleson, eds., Toronto 2016, ISBN 978-0-379-01251-4.
- Sacha A. Kathuria, Kirk W. Junker, Transnational and Regional Legal Frameworks, in: The Wetland Encyclopedia: Wetlands Management, Berlin 2016, ISBN 978-94-007-4003-7.
- Prinzip der gemeinsamen, aber differenzierten Verantwortlichkeit, in: Völkerrecht: Lexikon zentraler Begriffe und Themen, Burkhard Schöbener, ed., Heidelberg 2014, ISBN 3-8114-4129-9.
- Prinzip der nachhaltigen Entwicklung, in: Völkerrecht: Lexikon zentraler Begriffe und Themen, Burkhard Schöbener, ed., Heidelberg 2014, ISBN 3-8114-4129-9.
- Schädingsverbot, in: Völkerrecht: Lexikon zentraler Begriffe und Themen, Burkhard Schöbener, ed., Heidelberg 2014, ISBN 3-8114-4129-9.
- Umweltprgramm der Vereinten Nationen (UNEP), in: Völkerrecht: Lexikon zentraler Begriffe und Themen, Burkhard Schöbener, ed., Heidelberg 2014, ISBN 3-8114-4129-9.
- Vorsorgeprinzip (Precautionary Principle), in: Völkerrecht: Lexikon zentraler Begriffe und Themen, Burkhard Schöbener, ed., Heidelberg 2014, ISBN 3-8114-4129-9.
- Why Can’t A Duck Sign A Contract? The Failure of Intellectual Property to Protect the Environment, in: Issues in Human Relations and Environmental Philosophy, Athen 2014
- The Limits of Law and the Role of Ἀρετή in the Climate Crisis, in: Issues in Human Relations and Environmental Philosophy, Athen 2014
- The Self-Correcting Market, The Invisible Hand, And Other Rhetorical Fictions Of Economics, in: The Philosophy of Economics, Athen 2012
- Rhetoric Demonstrates the Foundation of Law as 'Techne', Not 'Empeiria', in: Philosophy, Art and Technology, Athen 2011
- Climate Change at the Edges of Legal Rationality, in: International Law, Conventions and Justice, Athen 2011, ISBN 978-960-9549-09-7.
- Natural Law and the Globalisation of the Cheap Energy Mind, in: Globalisation—the State and International Law,  Stuttgart 2009, ISBN 978-3-515-09375-0.
- The Hidden Values in the Law of Global Emissions Trading, in: Values and Justice in the Global Era I, Athen 2007
- From Hellenisation to Globalisation in the Treaty Establishing a Constitution for Europe, in: The Philosophy of Culture II, Athen 2006, ISBN 960-7670-56-6.
- Motivation In The Primary Sources Of International Law Known As Custom And General Principle, in: Philosophy, Competition and the Good Life II, Athen 2005
- Constituting the Future of Europe through a Democracy of Disciplines, in: Proceedings of the International Symposium The European Union on the Way to a Constitutionalised Order of States, München 2004
- Steve Miller, Kirk W. Junker et al., ENSCOT: The European Network of Science Communication Teachers, in: Public Understanding of Science 12, 2003
- Rebecca Verdone, Kirk W. Junker, The Role of Communication in Patent Issues: Science and Law, in: Communicating Science, 2d edition, Milton Keynes 2003
- Robert Duffy, Kirk W. Junker, Fiona Barbagallo, Timeline—Ireland: Science Communication in Irish Government Policy, in: Political Initiatives: Raising Public Awareness of Science, London 2002
- White Paper on Science, Technology and Innovation, in: Political Initiatives: Raising Public Awareness of Science, London 2002
- The Tierney Report: Making Knowledge Work for Us, in: Political Initiatives: Raising Public Awareness of Science, London 2002
- Kirk W. Junker, Robert P. Duffy and Fiona Barbagallo, Science Communication in Irish Government Policy, in: European Network of Science Communication Teachers Resource Book, Brüssel 2003
- Kirk W. Junker, Robert Duffy, Saying ‘Yours’ and ‘Mine’ in Deep Space Nine, in: Aliens R Us: The Other in Science Fiction Cinema, London 2002, ISBN 978-0-7453-1539-3.
- Re-inventing Greek Aesthetics as Phenomenological Science, in: Greek Philosophy and the Fine Arts II, Sanos 2000
- Scientists Communicating With Other Professionals, in: Communicating Science, Milton Keynes 1999
- Law and Science Serving One Master ...  Narrative, in: Communicating Science: Professional Contexts, Eileen Scanlon et al., ed., London und New York 1999
- Reading Nature Through the Law, in: Philosophy and Ecology II, Athen 1999
- Steve Fuller, Kirk W. Junker, The Science Wars, in: Science and the Public, Milton Keynes 1998
- Informing Publics About Ozone Pollution, in: Science and the Public, Milton Keynes 1998
- Science, Regulation and Standards, in: Science and the Public, Milton Keynes: 1998
- Kirk W. Junker, Konrad Ott, More Than Just Doing What's Right: Ethics in Science, in: Science and the Public, Milton Keynes 1998
- Incommensurate Uses of Evidence in Law and Medicine, in: Philosophy and Medicine, Athen 1998
- Citizen Participation in Environmental Protection, in: Future Works '95: Fakten, Wege, Visionen, München 1996
- John Lemons, Kirk Junker, The Role of Science and Law in the Protection of National Park Resources, in: National Parks and Protected Areas: Their Role in Environmental Protection, R. G. Wright, ed., Cambridge 1996, ISBN 978-0-86542-496-8.
- Cloning the Future, in: Rescuing All Our Futures: The Future of Future Studies, London 1999, ISBN 978-0-275-96559-4.

### Fachartikel
- Mrinalini Shinde, Kirk W. Junker, Horse before the Cart: Discussing the Legal Fiction of Animal Personhood in India, in: Bharati Law Review VII 3 [1], S. 1–13, 2019
- Tsegaye Beru, Kirk W. Junker, Constitutional Review and Customary Dispute Resolution by the People in the Ethiopian Legal System, in: North Carolina Journal of International Law 43, 2018
- Comparing Law as Science with Science in the Law: Preliminary Thoughts, in: Law and Forensic Science 14, 2018
- News Is Not Always Truth and Truth Is Not Always News, in: Bonner Rechtsjournal – Special Edition: Media Law, S. 18–25, 2017
- Ein Jahr Trump—Bewährungsprobe für die Verfassung, in: Deutsche Richterzeitung, S. 344–347, Nov. 2017
- A Strong Role for Custom in International Wildlife Litigation, in: Journal of International Wildlife Law and Policy 17 [1-2], S. 32–61, 2014
- Kirk W. Junker, Climate Change Action 'Got 'tween the Lawful Sheets,' in: 5 Carbon and Climate Law Review 329 (2011), reprinted in: Cultural Legitimacy in Adaptation and Mitigation, Thoko Kaime, editor, Routledge Research in International Environmental Law Series, S. 41–60, 2014
- A Focus on Comparison in Comparative Law, in: 52 Duquesne Law Review 69, 2014
- The Progression of the Sustainability Concept in Environmental Law, in: Umwelt und Gesundheit Online 5, S. 13–28, 2012
- Fiddling with Trade as Home Burns, in: Kölner Schrift zum Wirtschaftsrecht 2 [12], S. 236–244, 2012
- ‘What We Could Do Is . . .’ The Relation of Education to Legal Obligations to Protect Public Health and the Environment, in: Umwelt und Gesundheit Online [4], S. 18–29, , 2011
- Can the Law Facilitate a Finance Shift from Mitigation to Adaptation?, in: Kölner Schrift zum Wirtschaftsrecht, S. 141–144, Oct. 2010
- The Inherent Role of Translation in the Macrocomparison of States’ Separation of Powers, in: 47 Duquesne Law Review 947, 2009
- The Working Lawyer as Subject and the Juridical Event, in: Cardozo Law Review 29 [5], S. 101–121, 2008
- What Is Reading in the Practices of Law?, in: The Journal of Law in Society 9 [1], S. 111–161, 2008
- And Beyond: Judicial Review in the European Union, in: 5 Duquesne Law Review 599, 2007
- Ethical Emissions Trading and the Law, in: 13 University of Baltimore Journal of Environmental Law 149, 2006
- ’Constitution,’ Alternative Perspectives on the Futures of Europe, in: Special issue of Futures 38 [1], Jan. 2006
- Comparativism and Federalism, in: 44 Duquesne Law Review 81, 2005
- Conventional Wisdom, De-emption, and Uncooperative Federalism in International  Environmental Agreements, in: 2 Loyola University Chicago International Law Review 93, 2004
- Reading Attitude in the Constitutional Wish, in: 14 University of Southern CaliforniaInterdisciplinary Law Journal 1, 2004
- Making Rights from What’s Left of Darwinism, in: Futures 36 [7], Sep. 2004
- Dediction, in: Futures 34 [9-10], S. 895–905, Nov. 2002
- Expectation, in: Futures 32 [7], S. 695–702, 2000
- Shuttling Among Futures in the Symbolic Alchemy of the Mysterium Coniunctionis, in: Futures 31:1, (Januar–Februar 2000)
- ’Millennium, in: Futures, 31:8, 1999, S. 865–870
- Reading Nature Through Culture in Plato and Aristotle’s Works on Law, in: Phronimon (Journal of the South African Society for Greek Philosophy and the Humanities) 7 [1], S. 61–72, 1999
- Tax Exemptions for Pollution Control Devices, in: 34 Duquesne Law Review, S. 503, 1996
- Understanding the Rhetorical Nature of Science in the Implementation of Agenda 21, in: The Environmental Professional 16 [4], S. 349–355, Dez. 1999

### Sonstige Veröffentlichungen
- Edward R. Duvall, Kirk W. Junker, Environmental Law Clinic Develops at Duquesne University School of Law, in: Juris, S. 23–24, 2008
- Thanks to 'yinz,' I am here to tell my father's war story, in: The Pittsburgh Post-Gazette Morning File, Nov. 2007
- The Test Case of Macedonia, in: Juris 40 [2], S. 18–19, 2007
- Jennifer Czernecki, Lori Edwards, Kirk W. Junker, Constitutional Options for a Heated, Fast, German Unification, in: Juris 35 [2], S. 16–25, 2002
- Jennifer Czernecki, Lori Edwards, Kirk W. Junker, Is An Orderly Transfer of Responsibility Legal News for Ireland?, in: Juris 35 [1], S. 24–31, 2001
- Environmental Regulation and Risk Management for Expansion and Direct Investment in Business in the United States, Juris, S. 30–35, 1996